# Titolo confinario

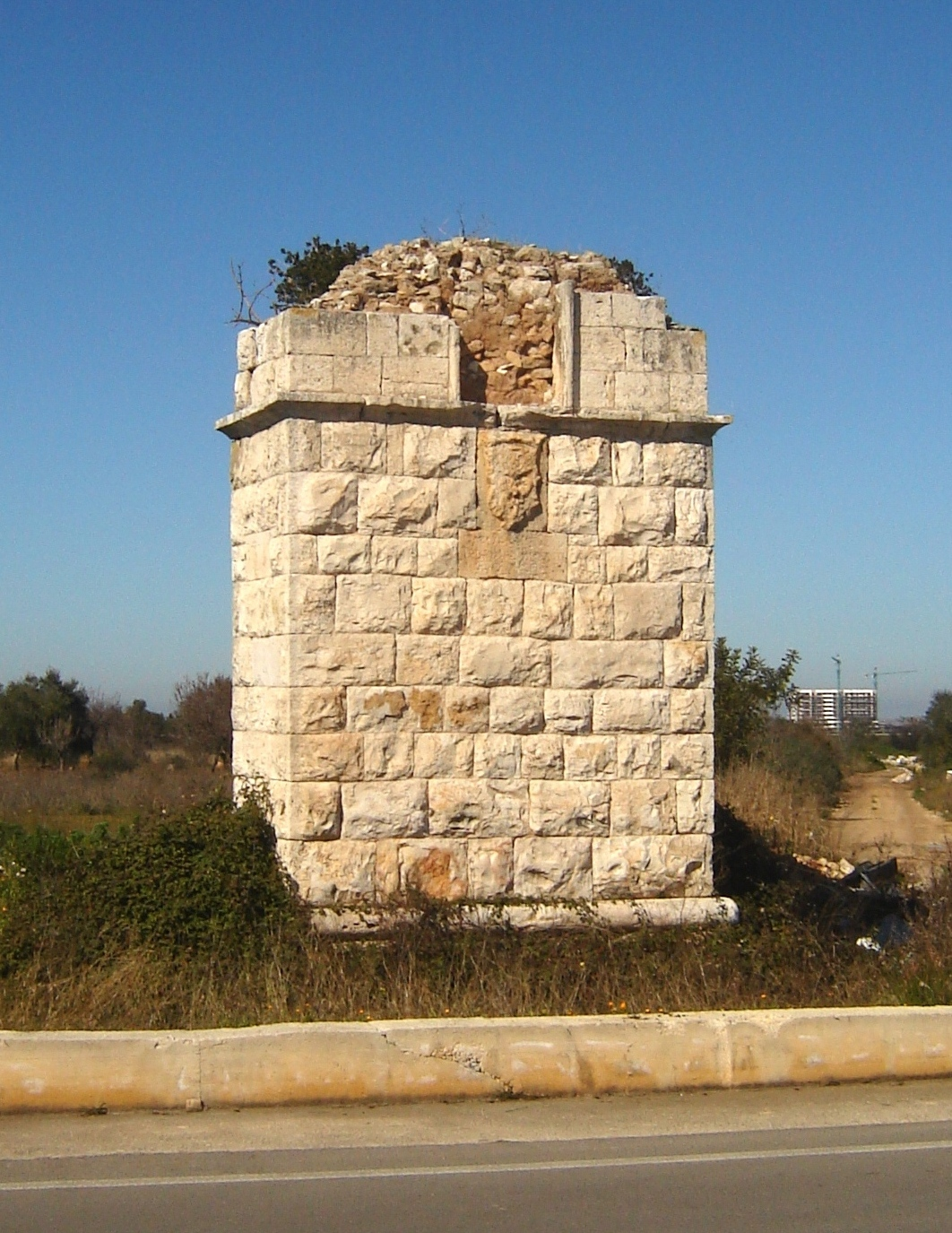
Il Titolo detto "della Chianca", a Bari, in zona San Paolo. Costruito nel 1585, segnò, fino al 1928 (assieme ad altri cinque esemplari), il confine con il comune di Bitonto.

Il titolo confinario è un'opera di dimensioni generalmente non fisse, il più delle volte artificiale, che indica l'appartenenza, al di là o al di qua di esso, a diversi enti territoriali o proprietà, appunto confinanti.

## Caratteristiche
Il cippo o il palo, sostanzialmente, servono come riconoscimento, a occhio nudo, di un confine qualora non lo si riesca a distinguere in altri modi: il titolo opera, in assenza di barriere naturali tra un luogo ed un altro, per indicare il discrimine tra l'ambito territoriale di esercizio di due diverse proprietà o di due diverse  pubbliche potestà. Era molto utilizzato in passato (soprattutto tra il Medioevo e il XVIII secolo ma anche in altre epoche, per segnare il confine tra stati o comuni).
Poteva essere realizzato con "pietre fitte" (in latino indicate come "lapides terminales") - blocchi in pietra conficcati nel terreno, recanti scritte - o opere lapidee più grandi, spesso ornate da modanature e recanti gli stemmi scolpiti delle proprietà contigue.

## Storia
Il ruolo delle complesse pratiche di costruzione dei confini e di tracciamento delle linee di demarcazione era ampiamente riconosciuto nel diritto romano. Una moltitudine di agrimensori, una figura «tecnica» emersa sul confine tra sacro e profano, era al lavoro nella Roma antica per rendere possibile l’istituzione della proprietà privata attraverso una limitatio (letteralmente, il tracciamento di un limes, di un confine) della terra comune. Una volta istituita, la preservazione di questa proprietà, così come il giudizio sulle controversie tra proprietari, ha continuato a richiedere il lavoro degli agrimensori". Ciò avveniva nel quadro di quella che i giuristi romani chiamavano actio finium regundorum (azione di regolamento dei confini), molto più tardi entrata nel diritto civile moderno di numerosi paesi dell’Europa continentale.